# Charaxes protoclea
Charaxes protoclea är en fjärilsart som beskrevs av Joachim Francois Philiberto de Feisthamel 1850. Charaxes protoclea ingår i släktet Charaxes och familjen praktfjärilar. Inga underarter finns listade i Catalogue of Life.

## Bildgalleri

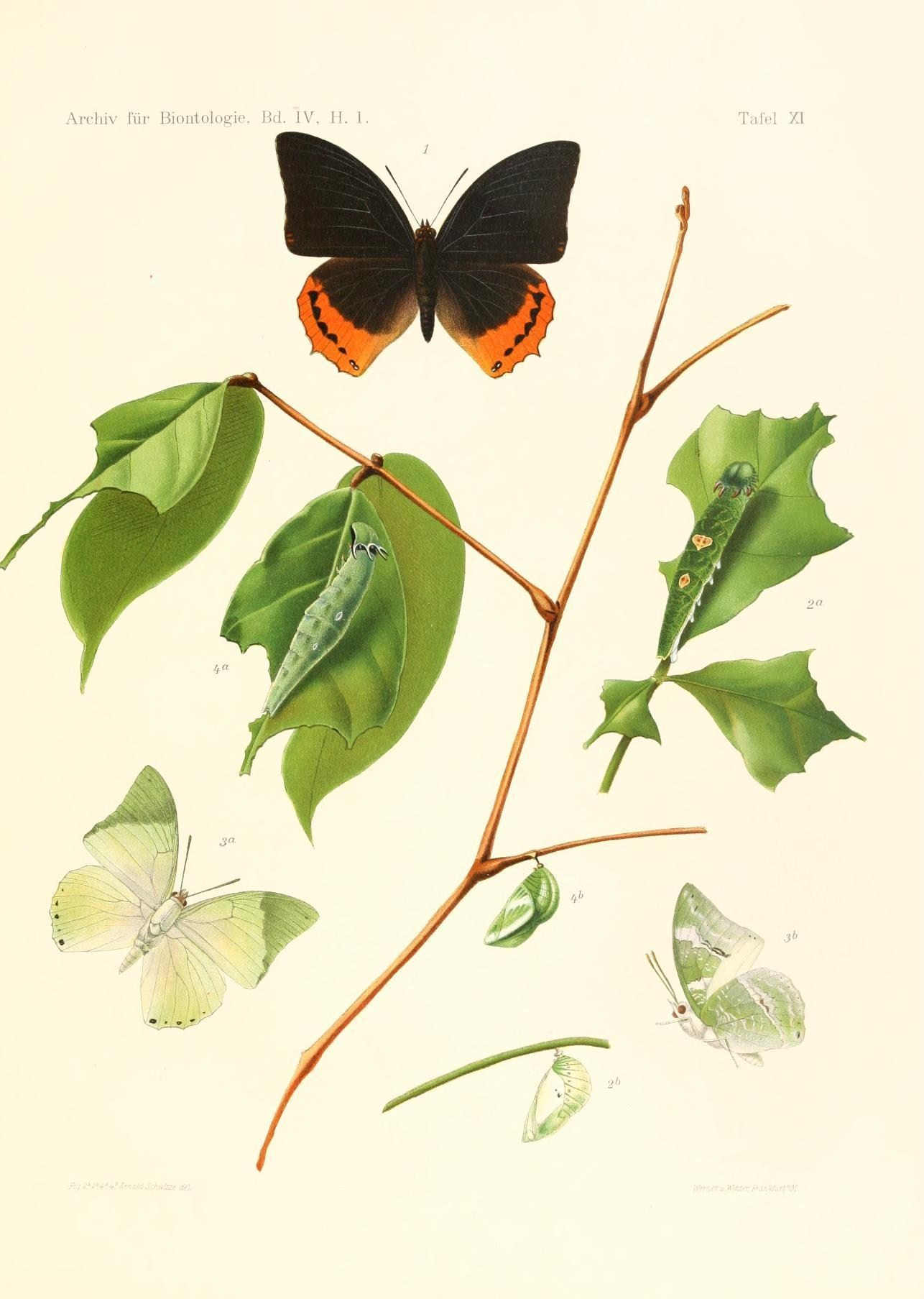